# 薇塔·萨克维尔-韦斯特
薇塔·萨克维尔-韦斯特（Vita Sackville-West，1892年3月9日—1962年6月2日）是一位英国作家、园艺家。她是一位成功的小说家、诗人和记者，也是一位多产的书信作家和日记作家。她一生出版了十几本诗集和13部小说。她曾两次获得豪森登奖，1927年因田园史诗《土地》，1933年因《诗集》。她也是同性恋人弗吉尼亚·伍尔夫的作品《奥兰多》主角的灵感来源。
1946年至1961年，她在《观察家报》上撰写专栏文章。她和丈夫哈罗德·尼科尔森爵士创建的西辛赫斯特城堡花园（Sissinghurst Castle Garden）颇为有名。